# さすらいの甲子園
『さすらいの甲子園』（さすらいのこうしえん）は、高橋三千綱の小説。1978年に角川書店より単行本として発行され、1979年に角川文庫より文庫化された。
1980年に単発ドラマ化。

## あらすじ
長嶋茂雄が監督となった最初の年、読売巨人軍は球団創設以来初のリーグ最下位という、惨憺たる成績でシーズンを終えた。作家の『私（=さすらいの偽ギャンブラー）』は長嶋茂雄を救う為に野球チームを結成、その中から巨人に優秀な選手を送り込む事を決意すると、仕事場であるアパートの一室、通称『さすらい庵』に出入りする男達に声をかけて、草野球チーム『さすらいの甲子園』を結成した。しかしその初戦は選手達のエラーに次ぐエラーで全く良いところなしのまま4回コールド、0対53という大惨敗に終わった。
季節が移ろう中、チームは惨めな敗戦を重ねる。しかしメンバーはそれぞれに思いを秘めひたむきに練習を重ねながら、国体予選を兼ねた区のトーナメント戦に挑んでいく。

## 登場人物
私（さすらいの偽ギャンブラー）
監督 兼 三番ショート、のち現場監督 兼 セカンド。27歳。作家。熱狂的な巨人ファン。革命家、スケコマ氏に声をかけて球団結成を決意する。物語は彼の視点から語られる。
さすらいの恐妻家
一番ライト。23歳。妻帯者だが定職に就いておらず、妻に頭が上がらない。安息の場を求めてさすらい庵に屯していた。
さすらいのプラトン
二番キャッチャー。28歳。妻帯者。彼の苦悩と再起が物語後半の軸となる。
さすらいのドンケツホマレ
四番サード。芸能評論家を自称。チーム初期の主力バッターだが著しく闘志に欠ける。
さすらいの革命家
五番セカンド。身長184cm、胸囲123cmの巨漢。かつて早稲田で野球をしていたという。普段はおとなしいが突然激昂する。
さすらいの下宿荒らし
六番ピッチャー。25歳。家賃滞納で下宿を追い出されては、次の下宿を見つけるまでの間はさすらい庵で過ごすという日々を送る。速球を誇るが制球力が全く無い。
さすらいのバーバリアン
七番センター、のち八番ピッチャー。大学生。原人を思わせるガニ股、濃い顎髭と可憐な瞳が特徴。100mを超える遠投を軽々やってのける強肩を発揮。
さすらいの人間性
八番ファースト。スポーツ紙の記者 兼 母親が経営する雀荘の手伝い。新聞社の野球部にも所属。物静かで実直な人格者。
さすらいのむっつり右門
九番レフト。さすらい庵で過ごす大半の時間はガラス窓から外を眺めて、時折笑みを浮かべている。普段何を考えているのか全く不明な男。
さすらいのスケコマ氏
フリーライター。女性に取り入るのが巧く、よく若い女の子を侍らせている。元高知商業出身の甲子園児と自称する。
さすらいのデブタロック
チーム総監督。自称ボイラーマンにして映画監督。かつて作新学院と法政大学の野球部に所属していたという。自主制作映画への甲子園メンバー出演を条件にチームの総監督を引き受け、メンバーに厳しいトレーニングメニューを課す。
なお単行本での名称は『さすらいのデロリンマン』であった。
さすらいの現金払い
六番ライト。滋賀県に本家がある菓子問屋の倅。動作がナヨナヨしている。
さすらいの知的階級
七番センター。河川敷で野球に勤しむメンバーを眺めていて「たまには庶民の遊びを体験したい」などと曰いつつチームに参加。
さすらいの財団法人
四番ショート。23歳。球場隣のテニスコートに居たところを、試合当日に参加不可能となったあるメンバーの穴を埋める為にデブタロックがその場でスカウトしてきた男。
さすらいの猿飛佐助
一番サード。人間性の雀荘を手伝っている大学生。センバツ出場経験あり。150cm程の小柄ながら抜群の俊敏性と強肩を持つ。
さすらいのテスト生
自ら『さすらいの甲子園』への参加を志願してきた若者。スクリューボールをマスターし、巨人軍の入団テストを受けた事がある等と自称する。

## 書誌情報
- 単行本（角川書店） - 1978年8月5日初版
- 文庫版（角川書店・角川文庫） - 1979年7月30日初版

## テレビドラマ版
1980年8月14日に日本テレビ系『木曜ゴールデンドラマ』にて放送された。物語の骨子を除いてはほぼドラマオリジナルの内容。
野球好きのサラリーマンとくせ者揃いの仲間達が織り成す青春コメディー。のちにDVDソフトが発売され、ジャケットには「のちの『木更津キャッツアイ』の原型になった作品」と記されている。

### キャスト
高木道夫
演 - 中村雅俊
本作の主人公。30歳になっても野球への憧れを捨てきれずメンバーを集め、チーム甲子園という名の草野球チームを作ってしまう。王貞治に憧れていて、部屋のあちこちに王の写真が貼ってある。背番号は1。
山上
演 - 柴田恭兵
運動神経はバツグンだが、協調性が全く無く自己中心的。長嶋茂雄に憧れていて、背番号3・サード・4番にこだわる。
葉子
演 - 夏目雅子
主人公の恋人。野球に対して激しく嫉妬し、チーム甲子園に全く理解を示さない。
谷沢
演 - 高橋悦史
チーム甲子園の監督。「監督には絶対忠誠」と絶叫し、選手達を鍛え上げる。
江尻
演 - 保積ぺぺ
チーム甲子園のキャッチャー。マザコン。プレーでは硬式ボールが怖くて逃げてばっかりいる。
川村
演 - 山西道広
チーム甲子園部員。女子マネージャーのスカウトに余念が無いスケベおやじ。
桑島
演 - 丹古母鬼馬二
水谷
演 - 森川正太
才賀
演 - 井上高志
早瀬
演 - 有川雄司
岡野
演 - 佐藤仁哉
マネージャー
演 - 青地公美
谷沢の別離した妻・信子
演 - 八木昌子
その他
演 - 高原駿雄、高品正広、岸野一彦 ほか

### スタッフ
- 原作 - 高橋三千綱
- 企画 - 岡田晋吉
- 脚本 - 鎌田敏夫
- 監督 - 斎藤光正
- 音楽 - 小六禮次郎
- 撮影 - 有吉英敏
- 照明 - 大西美津夫
- 美術 - 林隆
- 助監督 - 加藤哲郎、森清和夫
- 選曲 - 合田豊
- MA - にっかつスタジオセンター
- 小道具 - 高津装飾美術
- 衣装 - 東京衣裳
- 現像 - 東洋現像所
- プロデュース - 松岡明、中村良男
- 企画協力 - 角川春樹事務所
- 製作著作 - ユニオン映画